# Tarek Abou Al Dahab
Tarek Abou Al Dahab (em árabe: طارق ابو الذهب; nascido em 25 de dezembro de 1939) é um ex-ciclista libanês que representou seu país nos Jogos Olímpicos de Verão de 1968 e 1972.